# Kosmówki
Kosmówki – kolonia w Polsce położona w województwie śląskim, w powiecie częstochowskim, w gminie Lelów.